# Sathya Sai Baba

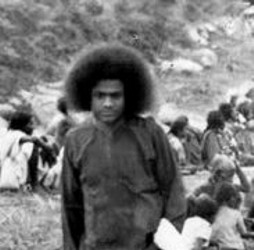
Sathya Sai Baba in 1948

Sathya Sai Baba, geboren als Sathyanarayana Raju (Puttaparthi (Andhra Pradesh), 23 november 1926 – aldaar, 24 april 2011) was een controversiële Indiase goeroe met volgelingen en honderden Sathya Sai Centra over de hele wereld.

## Jeugd en beginjaren

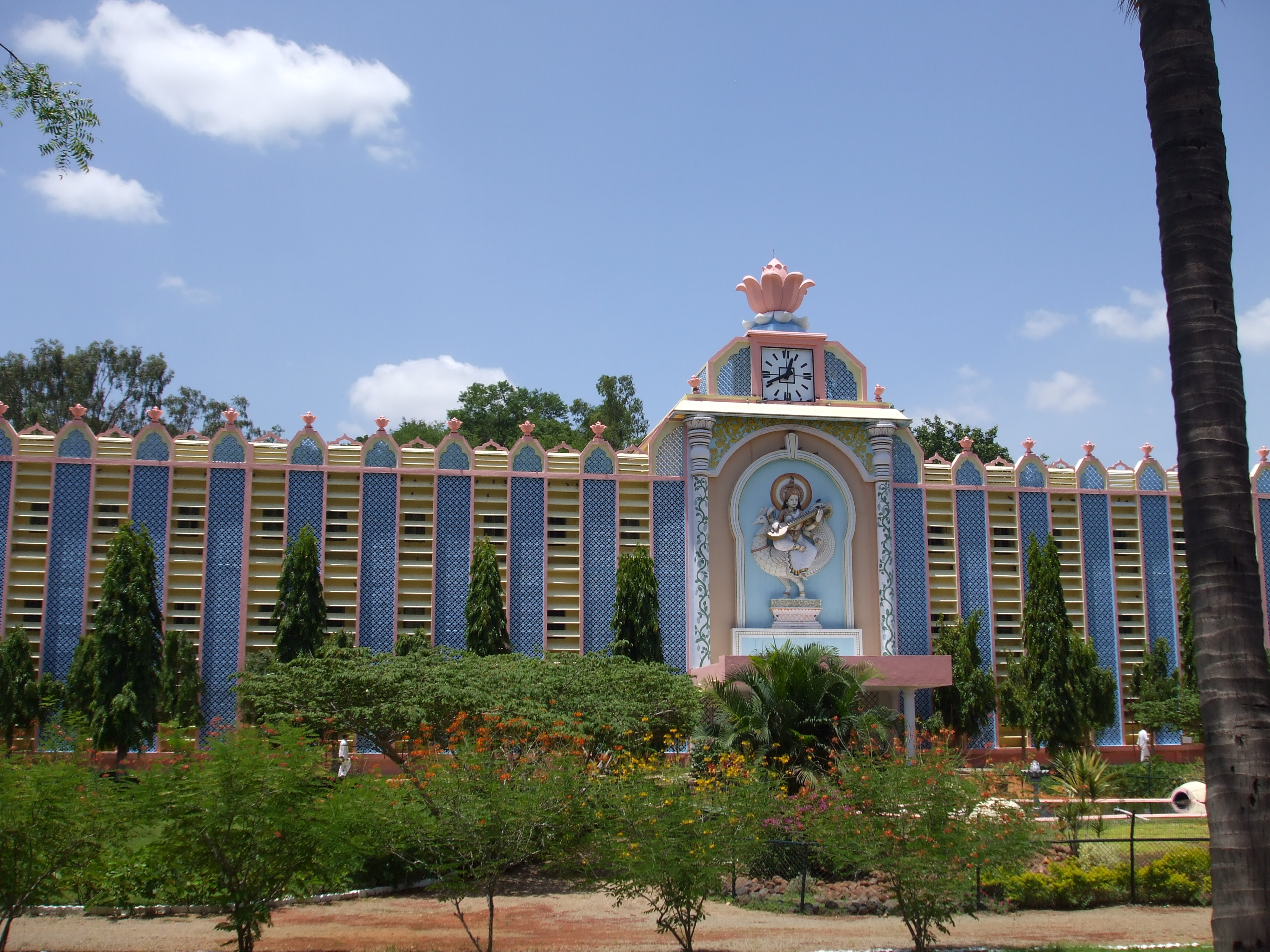
Façade van het universiteitsgebouw in Puttaparthi

Sathya Sai Baba werd geboren in een arm landbouwersgezin, als zoon van Pedavenkappa Raju en Easwaramma. Sathya Sai Baba had meerdere zussen en een oudere broer, Seshama Raju, en een broertje, R.V. Janaki Ramaiah. In zijn veertiende levensjaar proclameerde Sathya Narayana de reïncarnatie te zijn van de Indiase heilige/goeroe/fakir Shirdi Sai Baba. Toen al deed hij expliciete beweringen over zijn goddelijkheid. Een van zijn uitspraken is dat hij de fundamenten van rechtschapenheid en universele liefde komt herstellen. In zijn jonge jaren kreeg hij de naam "kleine Goeroe" (Biddalaguru) en "Brahmajnani" (kenner van de universele waarheid). In een van zijn toespraken in 1963 verklaarde Sathya Sai Baba dat hij de reïncarnatie van Shiva en Shakti is. Tijdens dezelfde toespraak vertelde hij dat Shirdi Sai Baba een reïncarnatie van Shiva was en dat zijn toekomstige reïncarnatie Prema Sai Baba de incarnatie van Shakti zal zijn. Deze boodschap herhaalde hij in 1976. Een van zijn trouwe aanhangers toen was de Maharadja van Venkatagiri. In de jaren zestig begon zijn aanhang onder niet-Indiase volgelingen te groeien. De schattingen van het aantal volgelingen heden ten dage variëren van tien miljoen tot om en nabij de 50 miljoen. Hij is slechts één keer in het buitenland geweest, toen hij in 1968 een reis maakte naar Oost-Afrika (o.a. Oeganda en Tanzania).

## Leer
Sai Baba beweerde vrij van verlangens te zijn en predikte een strenge moraal. Zijn leer legt de nadruk op dienstbaarheid, (Love All, Serve All - Heb allen lief, dien iedereen, en Help Ever, Hurt Never - Help immer, kwets nimmer)) en op de vijf menselijke waarden Sathya (waarheid), Prema (liefde), Dharma (rechtschapenheid), Shanti (vrede) en Ahimsa (geweldloosheid). Hij zei dat hij niet gekomen was om een nieuwe leer te brengen, maar om rechtschapenheid (dharma) opnieuw te vestigen. Hij heeft scholen en universiteiten gesticht, waarvan het merendeel gratis en een aantal grote ziekenhuizen, waar gratis gecompliceerde operaties worden verricht. Ook heeft hij miljoenen mensen kosteloos van goed drinkwater voorzien. In 1960 maakte hij bekend dat hij nog 59 jaar in dit lichaam zou leven. Het zijn er uiteindelijk ruim 50 geworden. Sai Baba overleed, 84 jaar oud, vroeg in de ochtend van 24 april 2011, in een ziekenhuis in het zuiden van India, waar hij sinds begin van die maand kunstmatig werd beademd en gedialyseerd.

## Ashrams en instituten

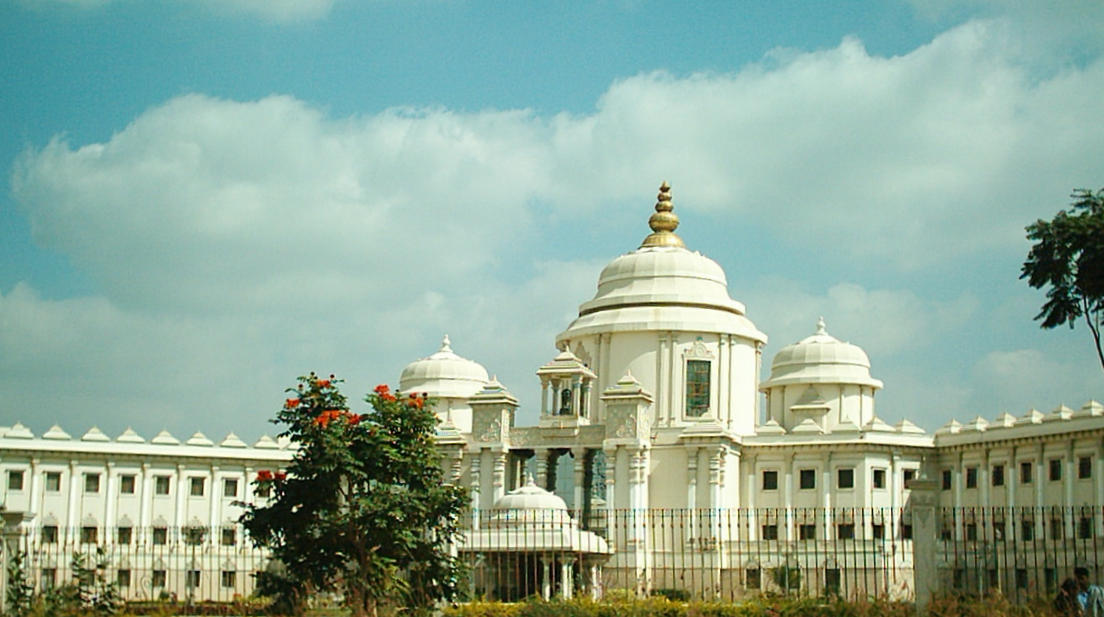
Het Sri Sathya Sai Super Speciality Hospital in Whitefield nabij Bangalore, waar gratis specialistische zorg en operaties worden verschaft

De Satya Sai Central Trust organisatie onder supervisie van Sai Baba heeft twee ashrams: Brindavan in het plaatsje Whitefield (soms Kadugodi genoemd) bij Bangalore en een grote ashram in zijn geboortedorp Puttaparthi, genaamd Prashanti Nilayam. Beide ashrams zijn toeristisch goed bereikbaar. Het oorspronkelijk primitieve, geïsoleerde en arme geboortedorp is nu uitgegroeid tot een stadje, dankzij zijn aanhang en aantrekkingskracht.
Sai Baba was het boegbeeld van de wereldwijde Sathya Sai Organisatie. Dit is de officiële tak van de nieuwe religieuze beweging die door Sai Baba geïnspireerd is.
In 1972 is de Sathya Sai Central Trust opgericht. Deze is betrokken bij liefdadigheidsprojecten zoals de watervoorziening in Andhra Pradesh en Tamil Nadu.
In Puttaparthi zijn diverse Sai Baba-instituten gesticht: scholen voor jongens en meisjes, een ziekenhuis, een museum, een uitgeverij en een vliegveld. Het ziekenhuis is ook gespecialiseerd in het uitvoeren van openhartoperaties. Alle ziekenhuisbehandelingen worden kosteloos uitgevoerd.
Ook in Whitefield bij Bangalore is een gratis "Super-Speciality Hospital" voor o.a hartoperaties gesticht.
Het Sathya Sai Central Trust is een van de grootste ontvangers van buitenlandse donaties in India. Met de inkomsten worden de ashrams en andere projecten gefinancierd.

## Wonderen
Omtrent de persoon van Sai Baba doen vele verhalen, anekdotes en getuigenissen de ronde over wonderen en bovennatuurlijke verschijnselen. Voorbeelden van deze wonderen zijn het materialiseren van kleine voorwerpen en het uit het niets laten verschijnen van vibhuti (heilige as) op zijn afbeeldingen. De wonderen maakten geen deel uit van zijn leer. "Wonderen zijn mijn visitekaartje", aldus de goeroe, die beweerde dat wonderen slechts een uiting van zijn goddelijke natuur zouden zijn en dat ze niet het resultaat waren van een ascese of meditatie verkregen siddhi (wonderbaarlijk vermogen). Volgens critici waren de "materialisaties" echter op zijn best goocheltrucs.
Volgens toegewijden produceerde Sai Baba ook voor volgelingen in de ashram regelmatig as en geschenken, met name ringen, medaillons en horloges, die hij beweerde te hebben gematerialiseerd. Naast dit materialiseren van vibhuti voor zijn bezoekende devotees zijn er over de hele wereld aan devotees locaties bekend waar op onverklaarbare wijze permanent amrit (nectar), as of kumkum uit zijn afbeeldingen voortkomt. Volgens critici ging het hierbij eveneens om trucs, en soms zelfs regelrecht bedrog.

## Populariteit
Sathya Sai Baba had zowel in India als daarbuiten volgelingen. De voormalige Indiase president Dr. A.P.J. Abdul Kalam en voormalige minister-president Atal Bihari Vajpayee hebben Sai Baba in zijn ashram in Puttaparthi bezocht ter gelegenheid van diens verjaardag. De voormalige minister-president Atal Bihari Vajpayee geldt als een uitgesproken volgeling van Sai Baba en ondertekende ooit zelfs een open brief ter verdediging van Sai Baba. Buiten India zouden onder andere Goldie Hawn en Isaac Tigrett (oprichter van de horeca-keten Hard Rock Cafe) tot zijn volgelingen behoren.
Sinds 2000 nam het aantal westerse volgelingen, met name in Nederland en Scandinavië, sprongsgewijs af na negatieve publiciteit rond de persoon van de goeroe.

## Bhajans
Over de hele wereld zijn er Satya Sai Baba Centra die zich primair bezighouden met zijn leringen en het zingen van bhajans (devotionele liederen). In Nederland zijn er in de meeste steden groepen en centra gevestigd die zich ook voornamelijk bezighouden met het bestuderen van de leringen van de grote godsdiensten en die van Sai Baba, het zingen van bhajans en het verrichten van onbaatzuchtig liefdadigheidswerk, seva genoemd. De activiteiten worden per centrum meestal eenmaal per week georganiseerd. De bekendste Nederlandse zanger van 'bhajans' is Dhroeh Nankoe, een uit Suriname afkomstige hindoestaanse popmuzikant van de Indiase band Naya Roshnie, die, toen hij als onbekende jongeman de ashram van Sai Baba in Puttaparthi bezocht, door iemand uit de ashram werd aangesproken en uit naam van Sai Baba de opdracht kreeg, zich –voortaan– te wijden aan devotionele muziek en diezelfde middag, enkele uren voor zijn terugkeer naar Nederland, opnamen moest maken van zijn zang in een voor hem gereedgemaakte opnamestudio.

## Overlijden
Toen een tijd na zijn dood zijn persoonlijke kamer werd geopend, bleek zich daarin 98 kg goud te bevinden, 307 kg zilver en Indiase roepies ter waarde van 1,79 miljoen euro. De Sathya Sai Central Trust zal deze gelden beheren.

## Kritische notities
Satya Sai Baba was omstreden. Kritiekpunten waren onder meer:
- Claims van alwetendheid en almacht worden in een studie van de Canadese scepticus Dale Beyerstein sterk betwijfeld.
- Verrichten van wonderen door middel van goocheltrucs; al meer dan dertig jaar verkondigd door de Indiase scepticus Basava Premanand.
- Sinds het jaar 2000 vormden ongewenste seksuele intimiteiten het belangrijkste kritiekpunt; daarbij ging het met name om beschuldigingen van intimiteiten met jonge mannelijke volgelingen en studenten van door Sai Baba geleide scholen. Dergelijke beschuldigingen werden ook al eerder, in 1976, door de Amerikaan Tal Brooke geuit in zijn boek Avatar of the Night. Ze werden in 1992 herhaald in een artikel in de HP/De Tijd (De Wonderdoener; 31/1/1992 pp. 46–50).

In de jaren negentig woedden er heftige debatten over Sathya Sai Baba in de Nederlandse media, met name in de Volkskrant, naar aanleiding van columns van dr. Piet Vroon, die tamelijk positief begonnen maar allengs steeds kritischer werden. Vroon deed ook kritisch verslag van een reis die hij op verzoek van de IKON naar de Sai Baba's ashram had gemaakt.

Kritische artikelen verschenen in Nederland verder in het dagblad Trouw (6 september 2000), op de site van Skepsis en in het New Age tijdschrift Spiegelbeeld. Een artikel door de journalist Sacha Kester dat onder de titel "Ticket naar Nirvana" verscheen in de Volkskrant van 7 januari 2003, beschreef Sathya Sai Baba als een goed voorbeeld van een oplichter in de gedaante van een goeroe. De Deense staatstelevisie Danmarks Radio maakte een uiterst kritische documentaire onder de titel "Seduced by Sai Baba". En ook de BBC liet zich, met een eigen documentaire, niet onbetuigd. Deze is onder andere uitgezonden door BBC World Service. Op 4 december 2000 meldde het tijdschrift India Today in een voorpagina-artikel getiteld "A God Accused" dat "...controversy could well be Sai Baba's middle name. He has been dogged by various kinds of allegations in the past, though none of them have ever been proven."
Er bestaan getuigenissen die beweren dat hij plotseling kon veranderen in een vrouw. Mogelijk houden deze verband met Sai Baba's claim een reïncarnatie te zijn van zowel Shiva (mannelijk aspect) als Shakti (vrouwelijk aspect).
Sommige voormalige volgelingen beschuldigden Sai Baba van het aanranden en misbruiken van jongens en jonge mannen. Volgens verschillende critici zijn de getuigenissen en de vele geruchten omtrent seksueel misbruik nooit onderzocht.
Bovendien ontstond er internationaal en ook in Nederland een netwerk van kritische voormalige volgelingen die de publiciteit zochten om anderen te waarschuwen voor wat zij ervoeren als misdaden en bedrog.

### Reactie op aantijgingen
Tegen deze aantijgingen is in 2007 door astrofysicus professor dr G. Venkataraman, van 1996-1997 vice-chancellor van Sathya Sai Baba's Universiteit in Puttaparthi, een artikel geschreven dat ingaat op de belangrijkste punten van kritiek. Ook heeft hij in aanvulling hierop op 20 oktober 2010, bij het 70-jarig jubileum van Sathya Sai Baba's proclamatie als geestelijk leider, op het internet een 30-delige videoserie het licht doen zien, waarin hij dieper inging op Sai Baba's belangrijkste leringen en werken.
- Biblioteca Nacional de España: XX1409106
- Bibliothèque nationale de France: cb123564654 (data)
- Catàleg d'autoritats de noms i títols de Catalunya: 981058526182306706
- CiNii: DA01233864
- Gemeinsame Normdatei: 118605704
- International Standard Name Identifier: 0000 0001 1576 9283
- Library of Congress Control Number: n80007665
- Nationale Bibliotheek van Letland: 000133212
- MusicBrainz: 9cadf3f8-678f-44f7-a10e-e484fa243eb3
- Bibliotheek van het Japanse parlement: 00455350
- Nationale Bibliotheek van Tsjechië: jn19990210557
- Nationale bibliotheek van Australië: 36586728
- Nationale Bibliotheek van Israël: 987007267551605171
- Nationale en Universitaire bibliotheek Zagreb: 000037253
- Nederlandse Thesaurus van Auteursnamen: 072426047
- Réseau des bibliothèques de Suisse occidentale: 02-A009660752
- LIBRIS: 258470
- SNAC: w6st7vgh
- Système universitaire de documentation: 032557469
- Trove: 1307032
- Virtual International Authority File: 86932815
- WorldCat: E39PBJw8RCGTtMbMhKmMJfp3wC